# Szedmerőc
Szedmerőc (szlovákul Sedmerovec) község Szlovákiában, a Trencséni kerületben, az Illavai járásban.

## Fekvése
Illavától 7 km-re nyugatra.

## Története
A település területén a bronzkorban a lausitzi kultúra települése állt, melynek temetőjét is megtalálták.
Szedmerőc alapítása előtt határában egy Pominóc nevű falu is létezett, mely valószínűleg a tatárjárás során pusztult el. A falu temploma azonban, mint az egykori falu egyetlen kőépülete mind a mai napig fennmaradt és a későbbi alapítású Szedmerőc temploma lett. Szedmerőcöt valószínűleg Pominóc lakói alapították a Vágtól kissé távolabb. 1229-ben „Myleuch” alakban említik először. 1461-ben „Milov” néven szerepel a korabeli forrásokban. A Pominovszky, Okruczky, Halupa és Pruzsinszky családok birtokában állt. 1720-ban 11 adózója volt, mind zsellérek. 1784-ben 37 házában 44 családban 246 lakos élt.
A 18. század végén Vályi András így ír róla: „SZEDMERÓCZ. Tót falu Trentsén Várm. földes Ura Gr. Königszeg Uraság, lakosai katolikusok, fekszik Bolesovnak, ’s Krivoklátnak is szomszédságában; határja jól termő néhol.”
1828-ban 41 háza és 317 lakosa volt, akik főként mezőgazdasággal és gyümölcstermesztéssel foglalkoztak.
Fényes Elek 1851-ben kiadott geográfiai szótárában így ír a faluról: „Szedmerocz, tót falu, Trencsén vmegyében, Pruszkához 1/2 óra: 260 kath., 2 zsidó lak. Földje néhol termékeny, különben hegyes, köves. F. u. gr. Königsegg. Ut. p. Trencsén.”
A trianoni békéig Trencsén vármegye Puhói járásához tartozott.

## Népessége
| Év:            | 1994. | 2004.   | 2014.   | 2024.   |
| -------------- | ----- | ------- | ------- | ------- |
| Emberek száma: | 403   | 410     | 428     | 419     |
| Eltérés:       |       | +1,73 % | +4,39 % | -2,10 % |

| Év:            | 2023. | 2024.   |
| -------------- | ----- | ------- |
| Emberek száma: | 424   | 419     |
| Eltérés:       |       | -1,17 % |

1910-ben 359, többségben szlovák lakosa volt, jelentős magyar kisebbséggel.
2001-ben 409 szlovák lakosa volt.
2011-ben 432 lakosából 426 szlovák volt.

## Nevezetességei

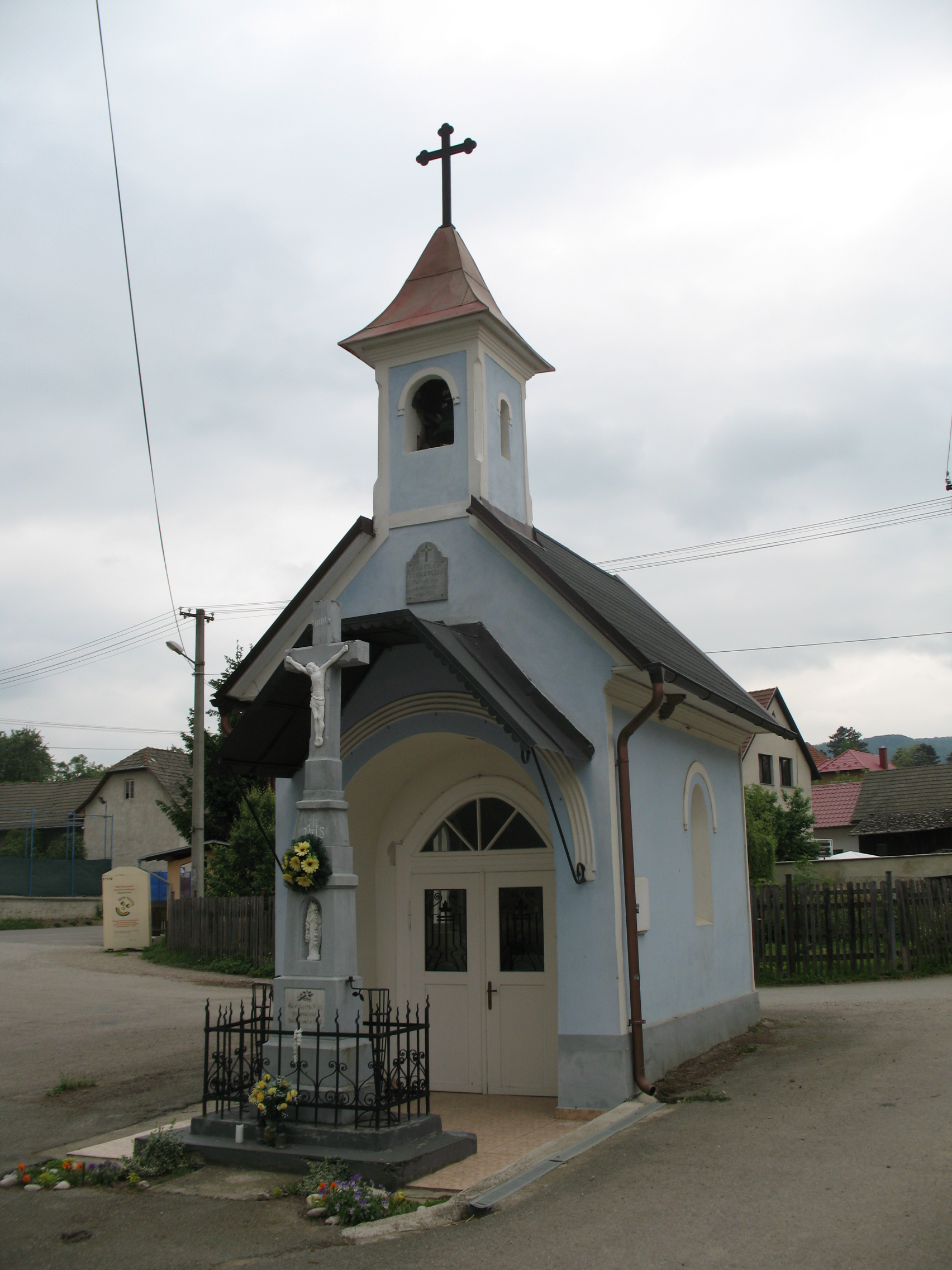
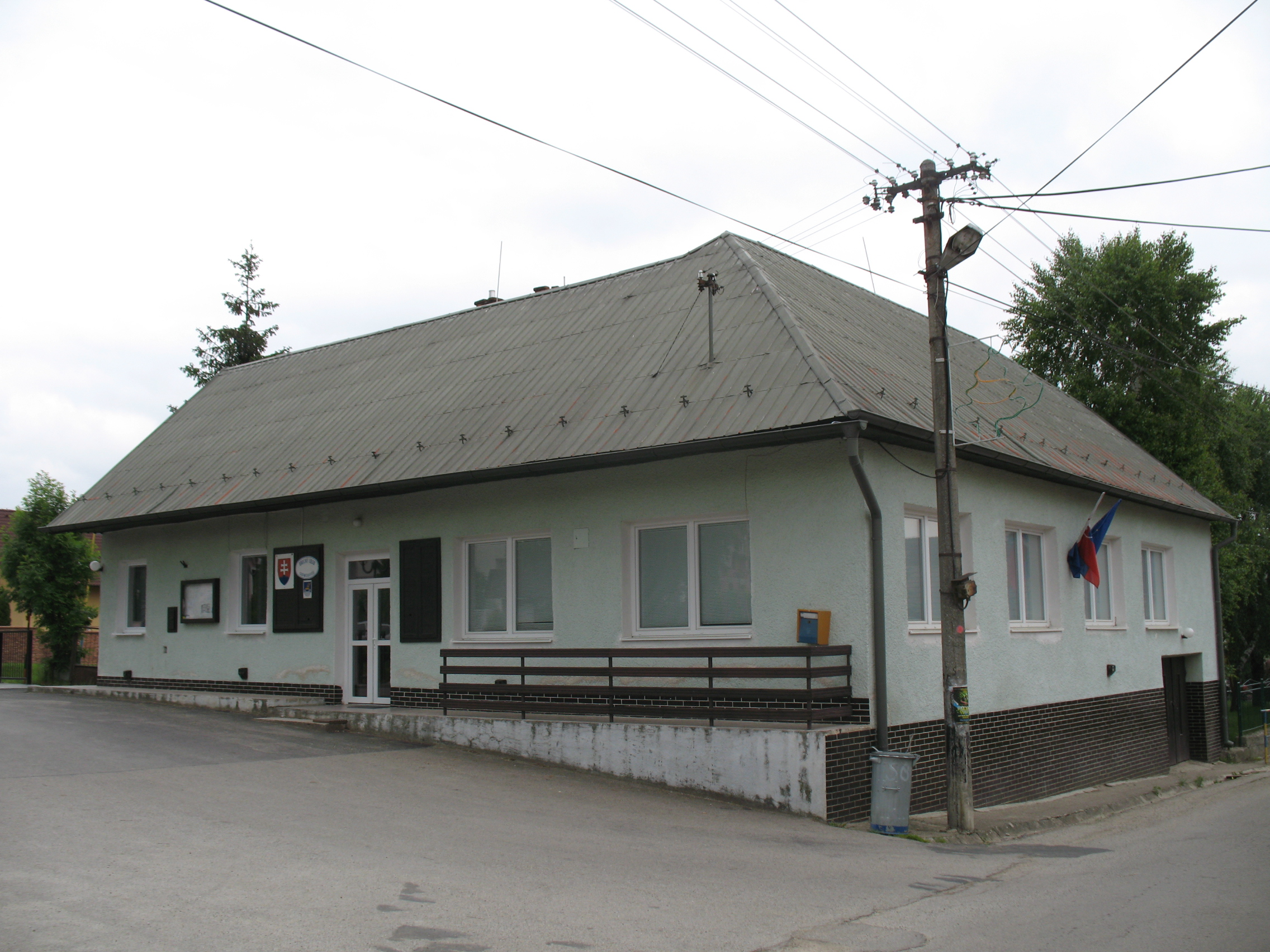
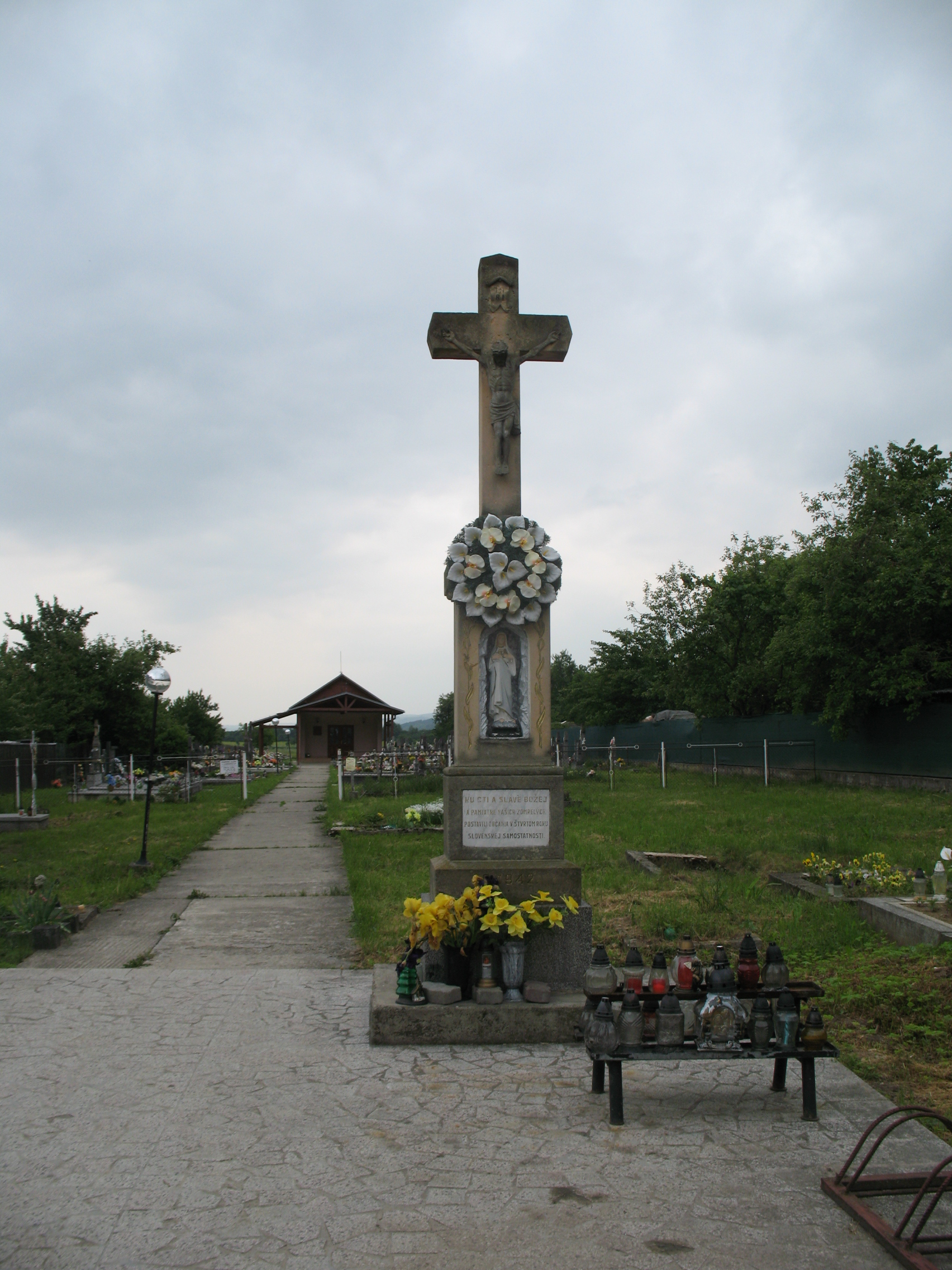
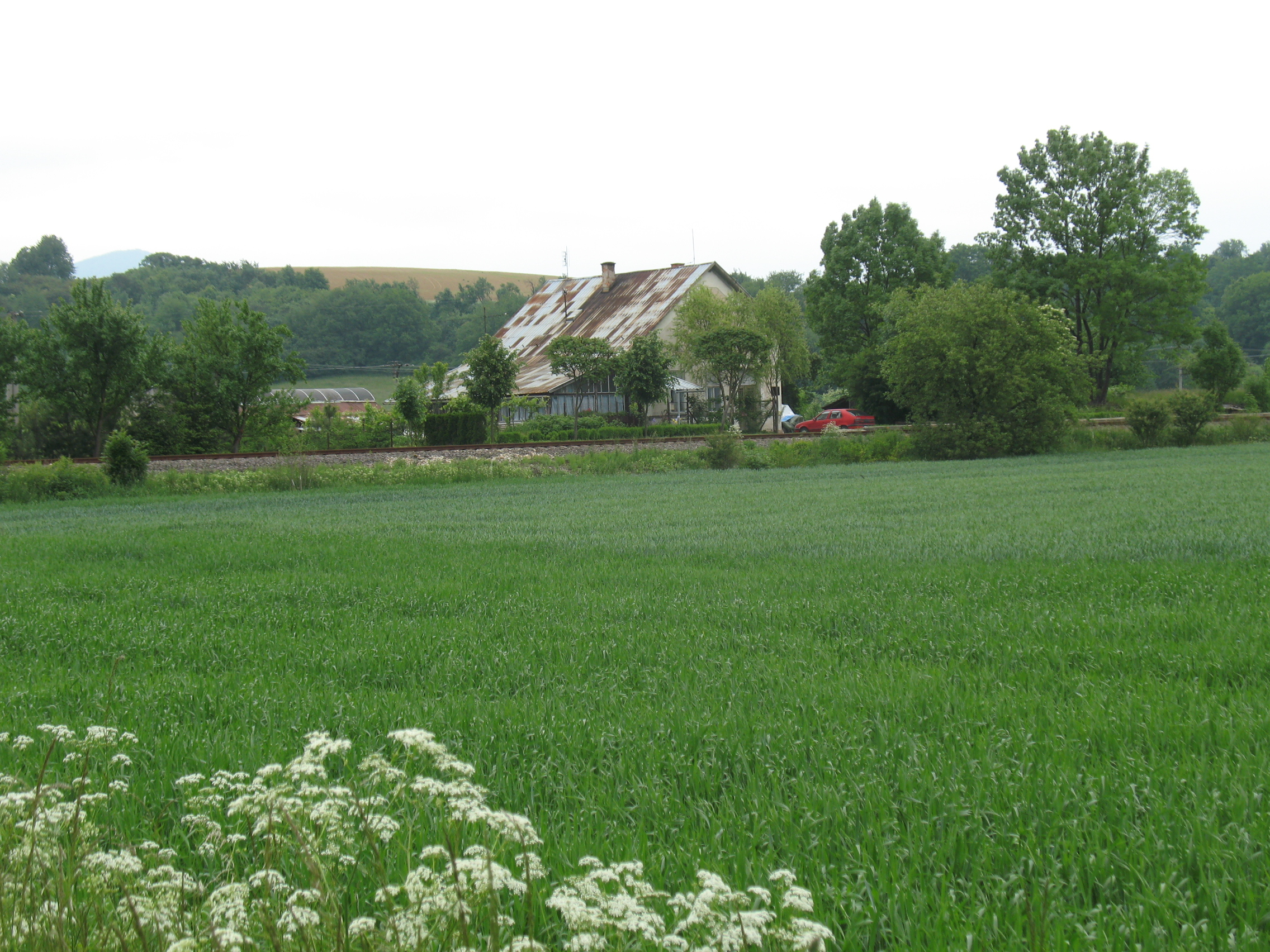
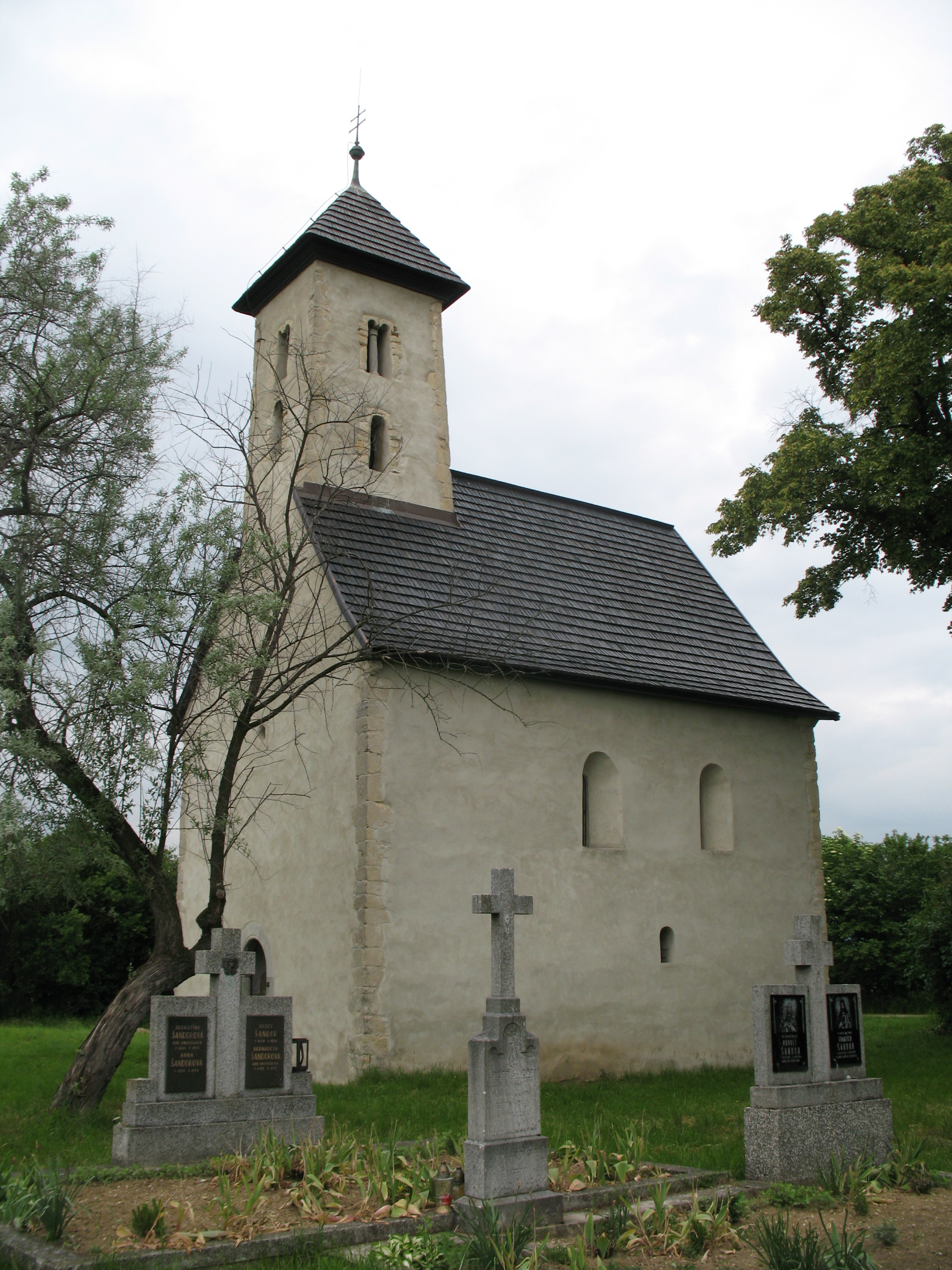
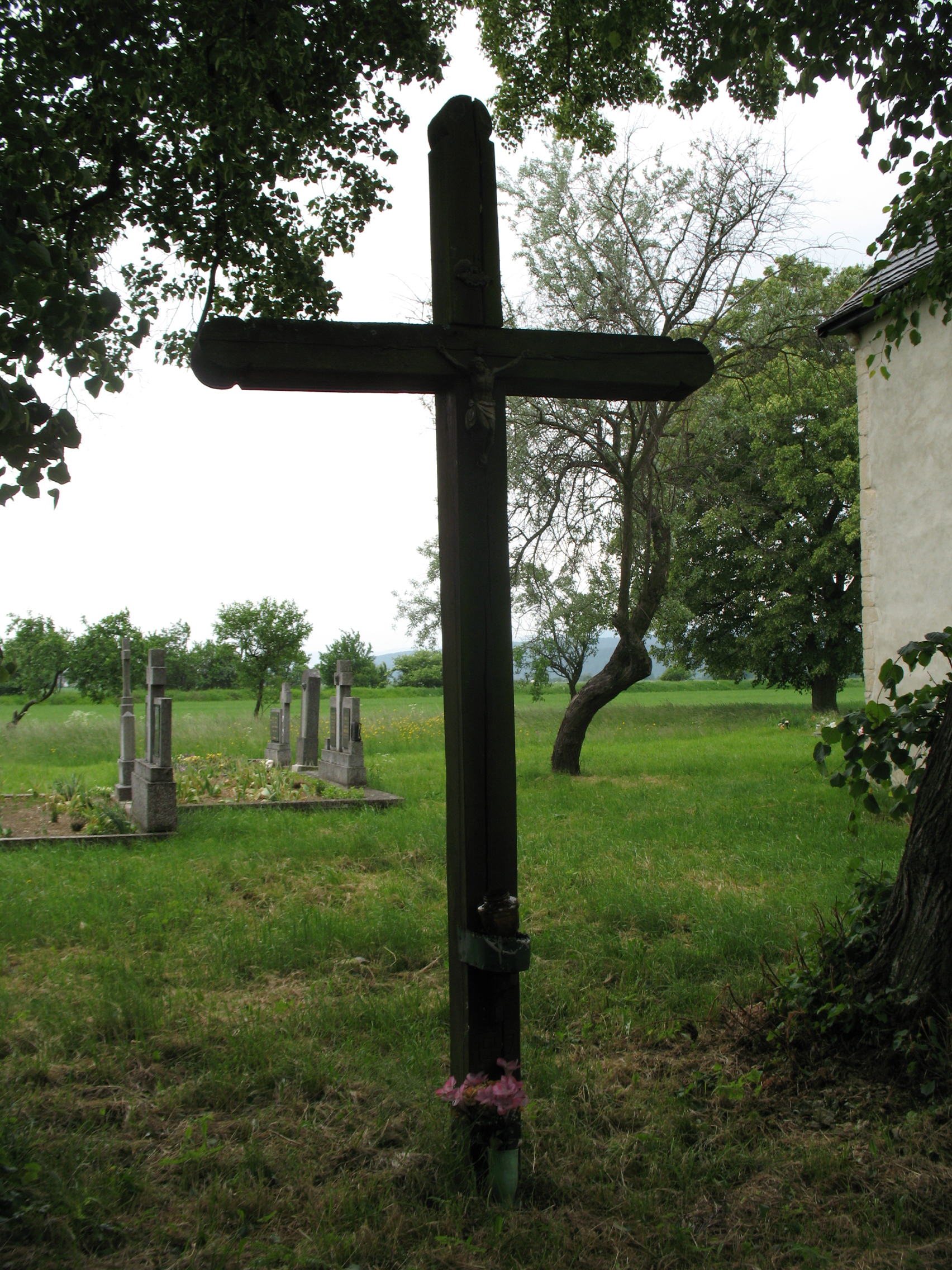
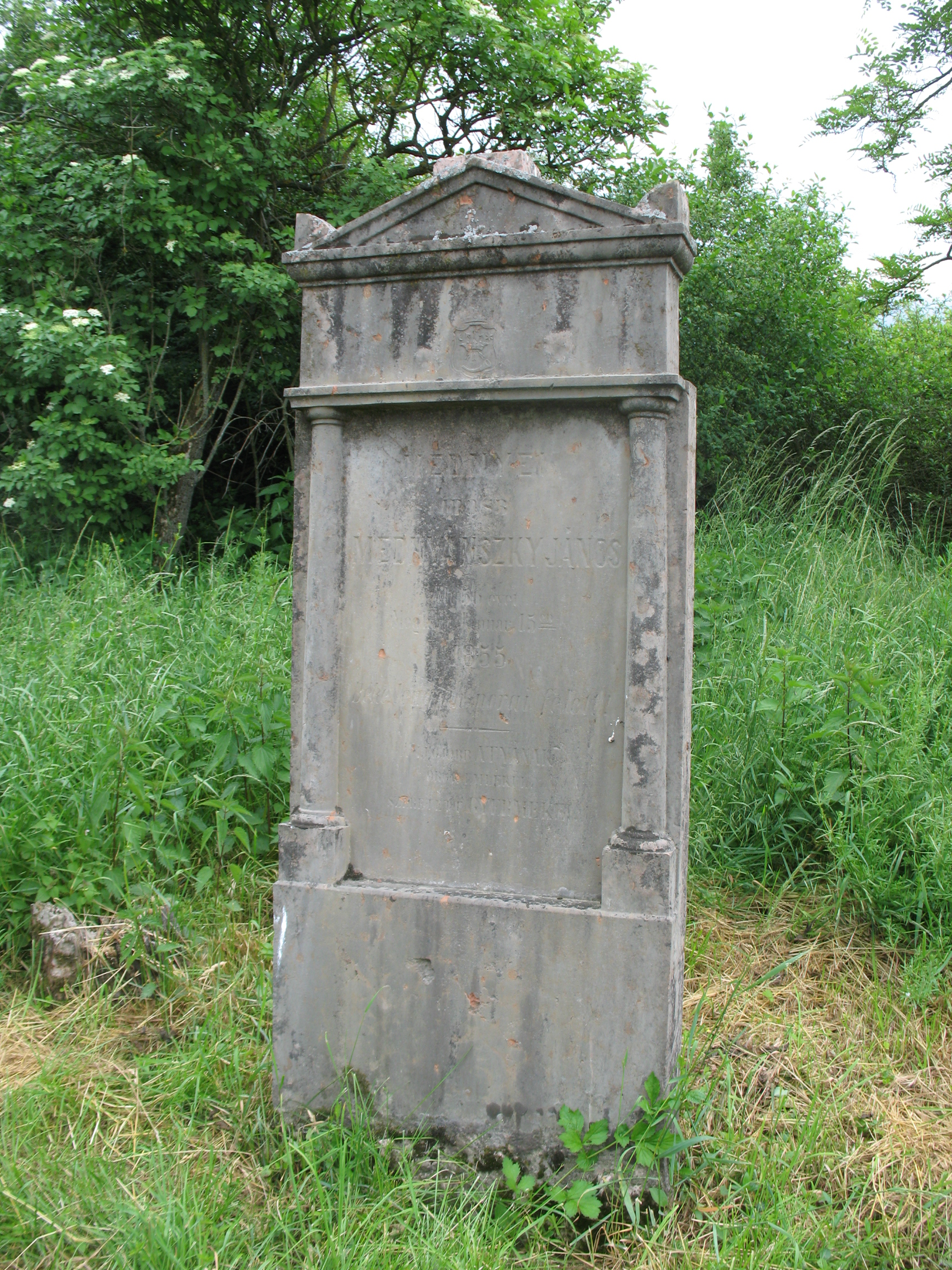
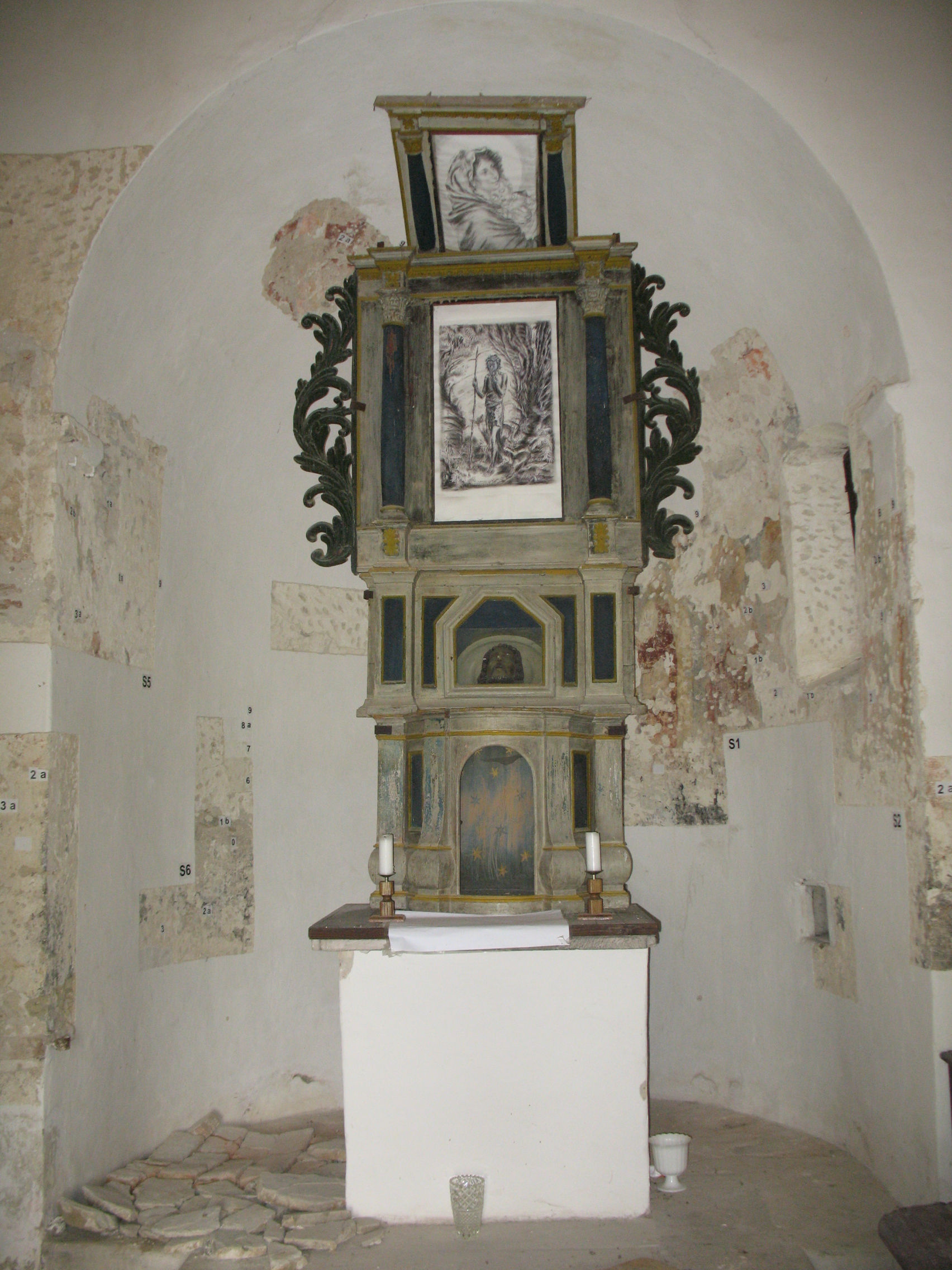
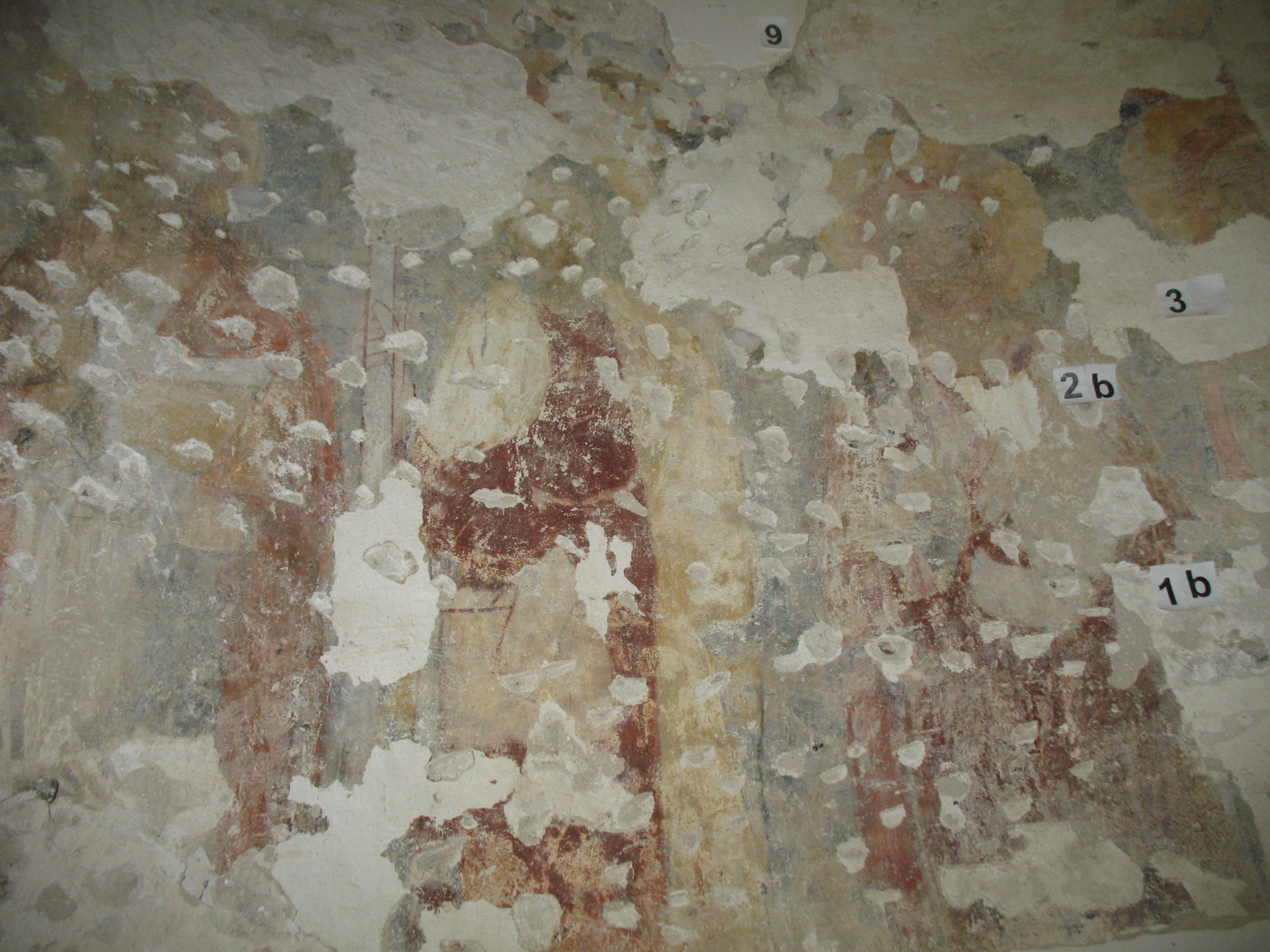

- Az egykori Pominóc Keresztelő Szent János tiszteletére szentelt római katolikus temploma a 12. század második felében épült román stílusban. A 18. században barokk stílusban építették át.
- Jézus Szíve tiszteletére szentelt római katolikus temploma 2002-ben épült.
- Jézus Szíve kápolnája 1927-ben épült.
- Lourdes-i kápolnája.

## Külső hivatkozások
- Hivatalos oldal
- E-obce.sk Archiválva 2008. február 19-i dátummal a Wayback Machine-ben
- Községinfó
- Szedmerőc Szlovákia térképén
- A község a kistérség honlapján